# Bashshar ibn Burd
Bashshār ibn Burd b. Yarjūkh al-ʿUqaylī (in arabo بشار بن بردبن يرجوخ العُقيلي‎?; Bassora, 714 – Baghdad, 783) è stato un poeta persiano di origine, ma completamente arabizzato e islamizzato.
Bashshār ibn Burd, soprannominato al-Murʿath (in arabo المرعث‎?), che significa l'Intrecciato, fu un poeta persiano cieco dalla nascita, attivo tra l'ultimo periodo del califfato omayyade e il primo periodo abbaside.
Suo nonno era stato preso prigioniero in Iraq, ma già suo padre era stato affrancato (Mawlā) dalla tribù che lo aveva imn proprietà, i Banū Uqayl. Alcuni studiosi arabi considerano Bashshār il primo poeta arabo moderno, e uno dei pionieri del genere poetico chiamato badi' delle Maqāmāt. Si crede che il poeta abbia esercitato una grande influenza sulle successive generazioni di poeti..

## Biografia
Bashshār era cieco di nascita ed egli stesso affermò di essere stato brutto di aspetto, in parte per le cicatrici lasciategli dal vaiolo. Crebbe nel ricco ambiente culturale di Baṣra e mostrò il suo talento poetico fin dalla giovane età. Bashshār ricevette critiche da personaggi religiosi quali Malik ibn Dinar e al-Hasan al-Basri a causa della licenziosità della sua poesia. Ebbe scambi di Hija con vari poeti. Essendo anti-mutazilita, criticò Wasil ibn Ata, che in base ad alcune tradizioni è considerato il fondatore della Scuola mutazilita di pensiero islamico.
Dopo che gli Abbasidi completarono l'edificazione di Baghdad, Bashshār vi si trasferì nel 762. Bashshār divenne intimo del califfo al-Mahdi. A causa del suo libertinaggio, al-Mahdi gli ordinò tuttavia di non scrivere più poesia d'amore. Bashshār però violò rapidamente questo divieto.